# Incendios forestales en Nuevo León de 2021
Los incendios forestales de Nuevo León de 2021 fueron una serie de incendios forestales que estallaron a fines de marzo y principios de abril de ese año en el estado mexicano de Nuevo León. Los incendios fueron alimentados principalmente por la sequía, los fuertes vientos y las altas temperaturas. Los medios de comunicación en México habían informado que 12 de los 61 incendios que ardían en todo el país estaban ubicados en 8 áreas naturales protegidas, incluido el Parque nacional Cumbres de Monterrey. La mayoría de los incendios forestales que ardían en el estado estaban cerca de la capital neoleonesa.
El 25 de marzo, 1.100 habitantes tuvieron que ser evacuados en al menos 14 comunidades debido a un gran incendio forestal que ardía en la región de la Sierra de Santiago. El incendio comenzó el 16 de marzo en Arteaga, Coahuila. El incendio ya estaba contenido en un 70% días después, pero debido a ráfagas de viento que alcanzaron los 90 kilómetros por hora, el fuego se extendió rápidamente a través de las fronteras estatales hacia Nuevo León y las autoridades ordenaron a los residentes que evacuaran de inmediato.

## Trasfondo
La temporada de incendios forestales en México comienza principalmente en marzo y termina en mayo. Pero las del año 2021 fueron una de las peores temporadas de incendios que ha enfrentado la nación en más de una década, y los principales incendios forestales se produjeron principalmente en Nuevo León. Los incendios forestales en el estado son en su mayoría culpados por la sequía en América del Norte que estaba alimentando cientos de incendios forestales en todo el continente. Se utilizó un avión cisterna DC-10 para combatir los incendios forestales en el Parque Nacional Cumbres. El humo de los incendios forestales afectó la calidad del aire del estado, incluso también podría ser visible desde el estado estadounidense de Florida.